# Robert Trivers
Robert Trivers, född den 19 februari 1943, är en amerikansk evolutionsbiolog, som tilldelades Crafoordpriset 2007.
I början av 1970-talet kom Robert Trivers med banbrytande idéer som kopplar evolutionsteorin till utvecklingen av djurs sociala beteenden och utvecklade teorin om reciprok altruism, där en individ ger en fördel till en annan, med förväntan om en gentjänst i framtiden.